# Lichnice (národní přírodní rezervace)
Lichnice je název národní přírodní rezervace u Třemošnice ve východních Čechách s rozlohou 120,4 hektarů. V nynější podobě byla národní přírodní památka vyhlášena roku 2016 (předtím již roku 1955), vznikla rozdělením národní přírodní rezervace „Lichnice – Kaňkovy hory“ (jako druhá část vznikla národní přírodní památka Kaňkovy hory). Území je součástí rozlehlejší evropsky významné lokality Lichnice – Kaňkovy hory. Roku 1991 bylo území nynější NPR zahrnuto do tehdy vyhlášené chráněné krajinné oblasti Železné hory. 
Předmětem ochrany je území s výskytem přirozených lesních ekosystémů bučin, suťových lesů, suchých borů a mokřadních olšin, dále skalních a travinných ekosystémů skal a drolin a suchých trávníků a vodních ekosystémů makrofytní vegetace vodních toků. 

## Lovětínská rokle
Významnou částí národní přírodní památky je Lovětínská rokle, která protíná pásmo Železných hor za obcí Závratec. Roklí protéká Lovětínský potok, vytékající z Lovětínského rybníka. Rokle je sevřena ze severní strany vrchem Krkankou (566 metrů), z jihozápadu svahy s vrcholem Světlice se zříceninou hradu Lichnice. Niva potoka je zaplněna velkými balvany tzv. železnohorského krystalinika. Porost strání Lovětínské rokle tvoří bukový les. Na svazích rokle jsou patrné četné povrchové geomorfologické útvary vzniklé erozí, mrazovým zvětráváním a svahovými pohyby. Zajímavým geologickým útvarem je tzv. kamenná řeka (pás kamenů), která směřuje po svahu Krkanky směrem do údolí.
Během výzkumu na severozápadním svahu Lovětínské rokle v letech 1998 a 1999 byl zjištěn výskyt 689 druhů motýlů. Během vertebratologického průzkumu památky a jejího nejbližšího okolí v letech 1989–1994 byl zaznamenán výskyt 135 druhů obratlovců (8 druhů obojživelníků, 4 druhy plazů, 92 druhů ptáků, 31 druhů savců; kruhoústí zaznamenáni nebyli, ryby nejsou uváděny kvůli nedostatkům v průzkumu).

## Galerie

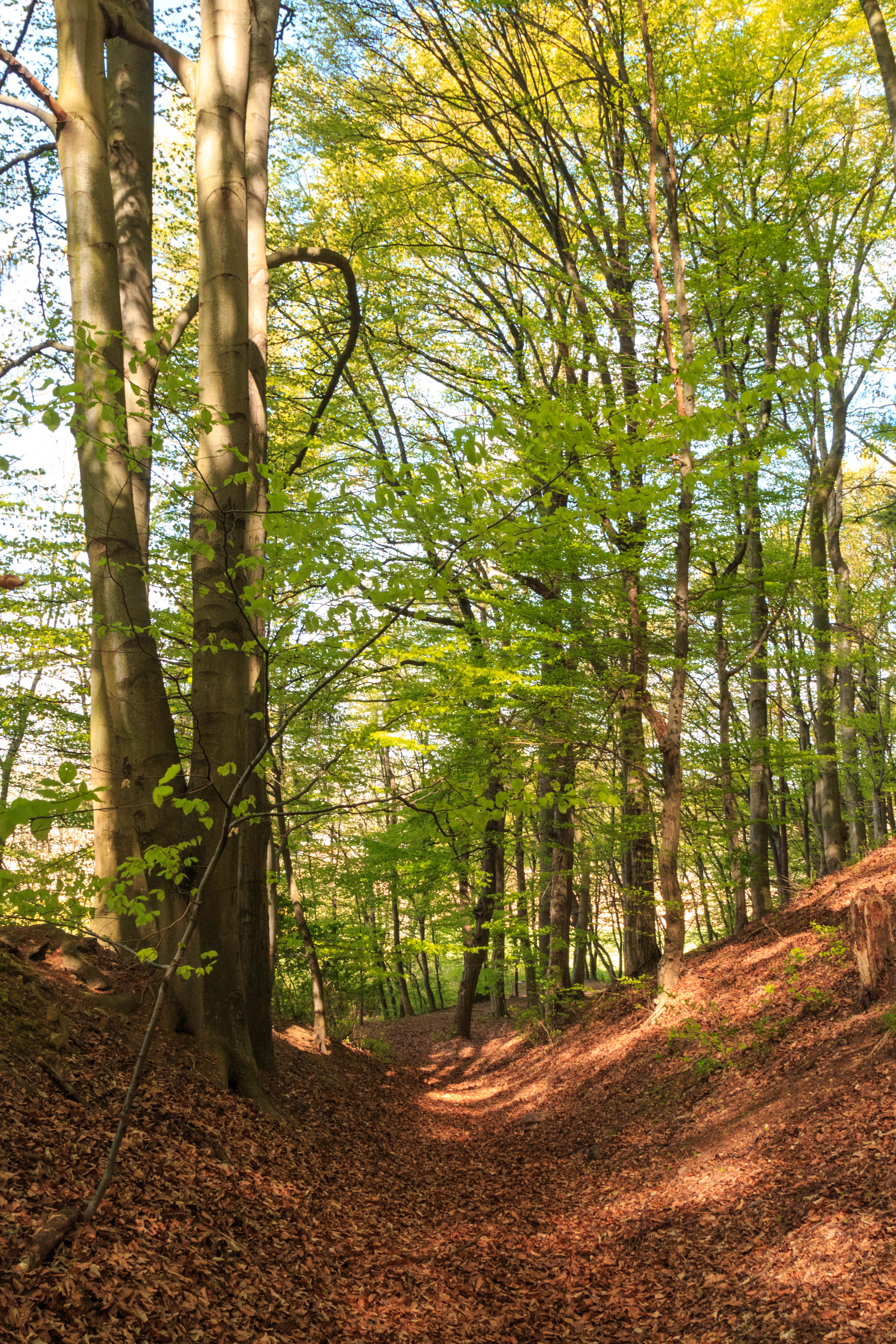
Úvoz
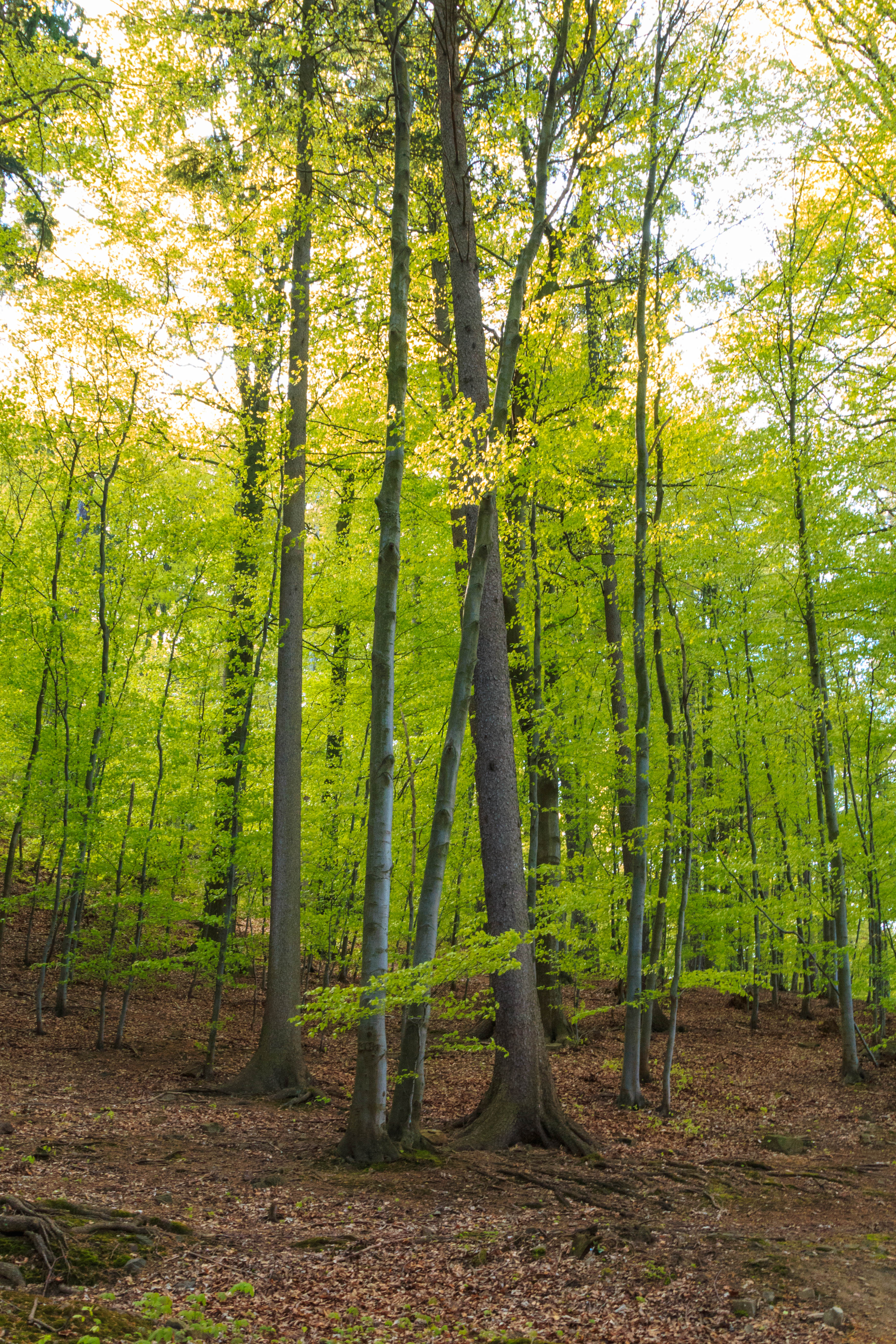
Buky
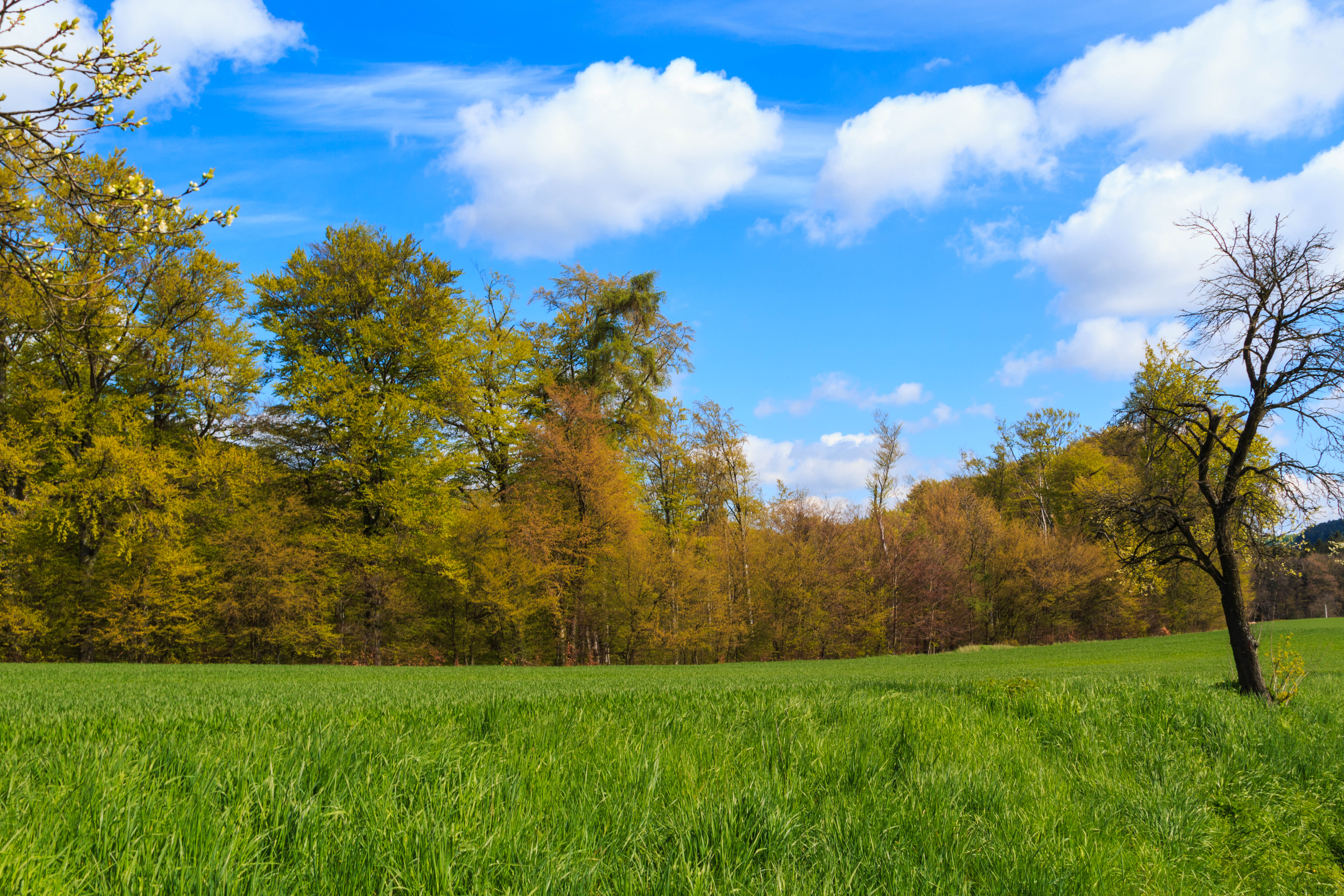
Okraj lesa
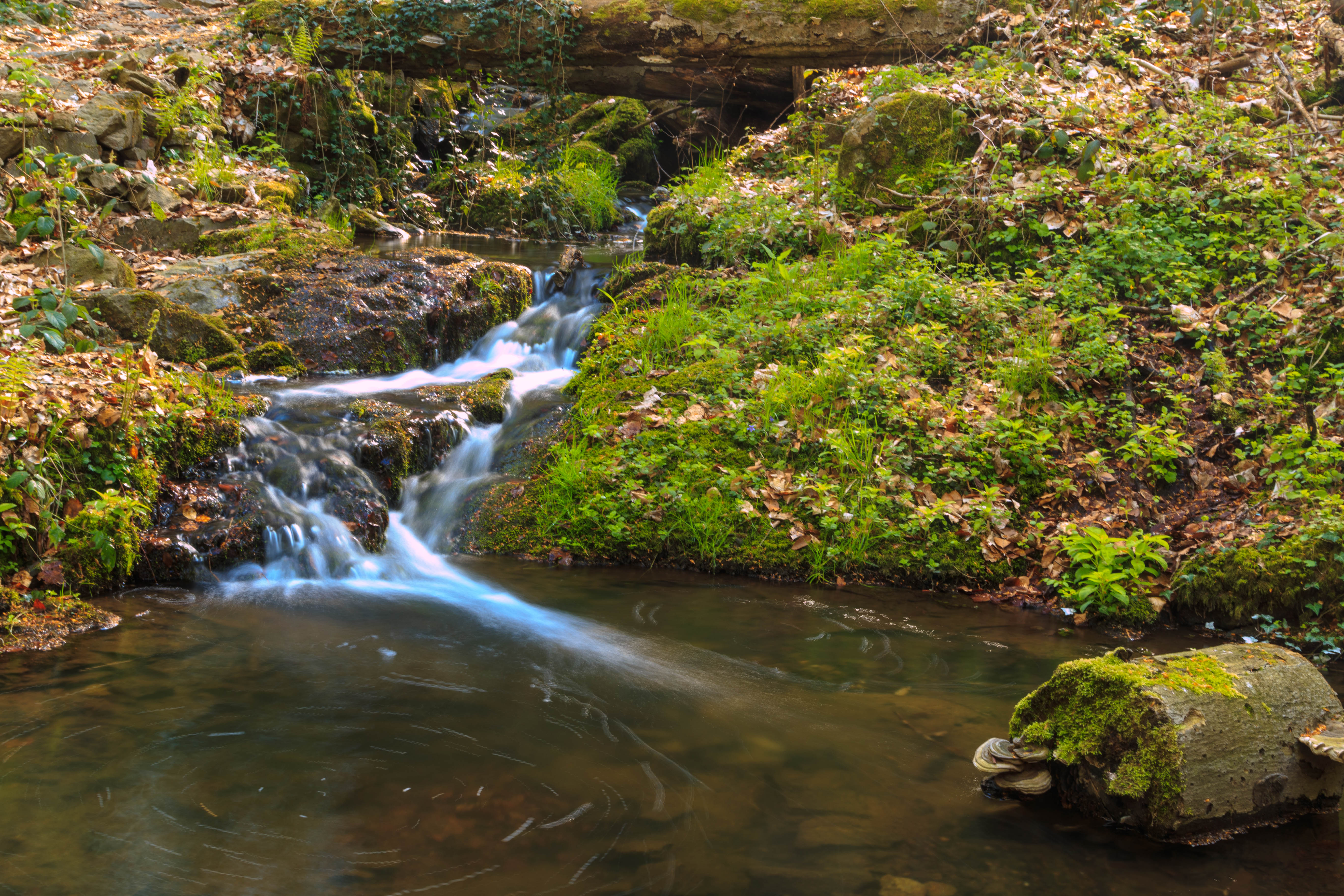